# Eucalyptus trabutii
Eucalyptus trabutii är en myrtenväxtart som beskrevs av Vilmorin. Eucalyptus trabutii ingår i släktet Eucalyptus och familjen myrtenväxter. Inga underarter finns listade i Catalogue of Life.